# باشگاه فوتبال فتح تهران
باشگاه فوتبال فتح تهران یک باشگاه فوتبال از ایران بود که در سال ۱۳۶۰ در تهران تاسیس شد.

## تاریخچه
این باشگاه در سال ۱۳۶۰ بعنوان یک باشگاه محلی در منطقه سه راه افسریه تشکیل شد. بازیکنان در زمین‌های خاکی مسگرآباد تمرین می‌کردند و در سال ۱۳۶۱ این باشگاه توانست به دسته سوم رقابتهای لیگ کشور وارد شود. پس از پا گرفتن باشگاه، مربیان و بازیکنان معروف زیادی وارد این باشگاه شدند، از جمله: رضا رضایی کمال، ، علی کریمی، وحید هاشمیان ،فرشید کریمی، بابک معصومی، نادر خمس آبادی، سهراب خمس آبادی، جواد منافي رامين ژيان پناه حسين اينانلو اكبر جباري رضا ترابيان مجتبي حسيني....

## عملکرد درجام حذفی[۱]
از معروفترین مسابقات این تیم می توان به مسابقه این تیم به پرسپولیس تهران در جام حذفی فوتبال ایران ۱۳۷۳ اشاره کرد ؛ در جریان مراحل اولیه جام حذفی در منطقه تهران ، فتح تهران پس از شکست انتظام تهران در روز ۳۱ شهریور ۱۳۷۳ به مصاف پرسپولیس تهران رفت و توانست با ۶ گل در برابر هیچ از سد این تیم بگذرد که این نتیجه از نتایج درخشان این باشگاه تهرانی است.در این دیدارکه در تیم پرسپولیس بازیکنانی همچون: بهروز رهبری فرد,حسین عبدی,افشین ناظمی,محمود کلهر,محسن عاشوری(کاپیتان) و .... به سرمربیگری حمید درخشان, کمک ناصر محمدخانی و سرپرستی محمد پنجعلی حضور داشتند, خداداد عزیزی بازیکن آنزمان فتح تهران دبل کرد.

## انحلال باشگاه
این باشگاه در سال ۱۳۷۶ از رقابت‌های زمین چمن کناره‌گیری کرد و منحل شد و توسط یکی از فرماندهان سپاه پاسداران  به فوتبال سالنی با نام فتح سپاه تبدیل شد و در رقابتهای سالنی نتایج بسیار مطلوبی را کسب نمود مثل قهرمانی چندین دوره فوتسال کشور که این قهرمانی‌های پی در پی را، بایست مدیون کاپیتان تیم رضا رضایی کمال و همچنین مرحوم بابک معصومی دانست. این باشگاه بازیکن‌های مطرح خوبی را به جامعه فوتبال عرضه کرد و پس از رفتن بازیکن‌ها و بی‌اهمیتی مسئولان به ناچار مدیر عامل باشگاه آقای غلامرضا چراغعلیئی، و نتایج بدِ کسب شده، توسط مربی آقای روح‌الله مشفق کمسری، تیم بسیار ضعیف شد و سپس منجر به منحل کردن تیم شدند. پس از آن بازیکنان مطرح این تیم به دیگر تیم‌ها پیوستند و دیگر بازیکنان و همچنین تیم مربیگری فتح با شرکت صبا گستر سابین قرارداد بستند که نتایج مطلوبی حاصل نشد و این تیم از ورزش فوتبال برای همیشه خداحافظی نمود.

## بازیکنان معروف[۵]
- بابک معصومی[۶]
- علی کریمی[۷]
- وحید هاشمیان[۸]
- نادر خمس ابادی